# Igoumenitsa
Igoumenitsa (griechisch Ηγουμενίτσα (f. sg.); albanisch Gumenicë/-a) ist eine Gemeinde im Regionalbezirk Thesprotia der griechischen Region Epirus. Die Gemeinde besteht neben der Kernstadt aus 24 Siedlungen in insgesamt fünf Gemeindebezirken.

## Lage
Igoumenitsa ist etwa 480 Kilometer von Athen und etwa 320 Kilometer von Thessaloniki entfernt. Die Stadt im äußersten Nordwesten von Griechenland nahe der Grenze zu Albanien hat einen Fährhafen an der Adria, der täglich von Italien (Bari, Brindisi, Venedig und Ancona) und vom Inland aus Patras über das Ionische Meer angelaufen wird. Er stellt die Verbindung zu den Inseln Korfu, Paxos und Andipaxos her. Außerdem beginnt hier die Autobahn Egnatia Odos (A2), die von Igoumenitsa aus bis kurz vor die türkische Grenze reicht.

## Geschichte
Wahrscheinlich wurde Igoumenitsa in der Antike von den Thesprotern besiedelt. Nicht auszuschließen ist ebenfalls die Besiedlung durch Dorer. Igoumenitsa gehörte bis 1913, dem ersten Balkankrieg, zum Osmanischen Reich.
Um die Wende zum 20. Jahrhundert erlebte die Stadt, wohl auch wegen der strategisch exponierten Lage gegenüber Italien und Griechenland, einen Bedeutungszuwachs, der sich 1909 in der Errichtung des Sandschak Çamlık (abgeleitet von der albanischen Bezeichnung des Gebiets Çamëria und ihren Bewohnern, den Çamen) ausdrückte. Die Stadt, bisher unter dem Namen Gomoniçe geführt, wurde zu Ehren des neuen Sultans Mehmed V. Reşad in Reşadiye umbenannt und Hauptort des Sandschaks, der auch die Kazas Margaliç (heute: Margariti) mit der Stadt Parga, Aydonat (heute: Paramythia) und Filât (heute: Filiates) umfasste. Der letzte Mutasarrif, Mahmud Ekrem Bey aus der Familie der Libohova-Aslanpaşalı, zog sich nach vergeblicher Verteidigung gegen die Griechen im 1. Balkankrieg nach Albanien zurück. Er kämpfte dann auf albanischer Seite weiter gegen die griechischen Truppen und spielte dort unter dem Namen Eqrem Libohova eine politische Rolle. Seine politische Karriere führte ihn durch diverse Ministerposten bis ins Amt des Ministerpräsidenten Albaniens.
Nachdem die Stadt im 1. Balkankrieg an Griechenland gefallen war, verlor sie ihre Bedeutung und sank wieder zu einer unbedeutenden Siedlung an der Peripherie Griechenlands herab.
Bis 1936, als es Hauptstadt der griechischen Präfektur Thesprotia wurde, war Igoumenitsa ein kleines Fischerdorf mit etwa 500 Einwohnern. 1944 wurde es beim Rückzug der deutschen Wehrmacht vollkommen zerstört und dann nach Kriegsende wieder aufgebaut. Erst die Errichtung einer Fährverbindung nach Brindisi im Jahre 1960 und die Erstellung leistungsfähiger Straßenverbindungen ins Innere Griechenlands führten zu einem neuerlichen Aufschwung.

## Politik

### Bürgermeister
Bei den Kommunalwahlen 2014 wurde Ioannis Lolos von der Partei "Starke Perspektive" (Δυναμη Προοπτικης) mit etwas mehr als 38 % aller ausgezählten Stimmen zum 1. Bürgermeister der Stadt gewählt.

### Städtepartnerschaft
Seit 2012 unterhält Igoumenitsa eine Städtepartnerschaft mit der deutschen Stadt Velbert. Die Partnerschaft baut auf dem Slogan „Von einander lernen – miteinander leben“ auf und soll die freundschaftlichen Kontakte untereinander pflegen. Bürger, Vereine, Schulen und Organisationen sind aufgerufen, nach diesem Leitspruch die Partnerschaft zu festigen. Im Gründungsjahr der Städtepartnerschaft wurde der erste Partnerschaftsverein, FILIA Velbert, zur Förderung beider Städte gegründet.

## Verkehr
Igoumenitsa ist das Tor zum Westen für Nord- und Nordwestgriechenland. Bis zur Mitte der 1960er Jahre konnten nur kleinere Schiffe im Hafen anlegen. Seit der Vertiefung des Hafenbeckens ist es auch für große Fähren geeignet. Die Stadt entwickelte sich zum wichtigsten Hafen für die Verbindungen nach Westeuropa, insbesondere Italien. Jährlich passieren mehrere Millionen Reisende die Stadt. Sie hat eine der größten Wachstumsraten in Griechenland. Im Rahmen des Ausbaus der Hafenkapazitäten wurde ein neuer großer Fährhafen im Süden der Stadt am südlichen Teil der Bucht von Igoumenitsa gebaut, welcher über einen direkten Autobahnanschluss verfügt.

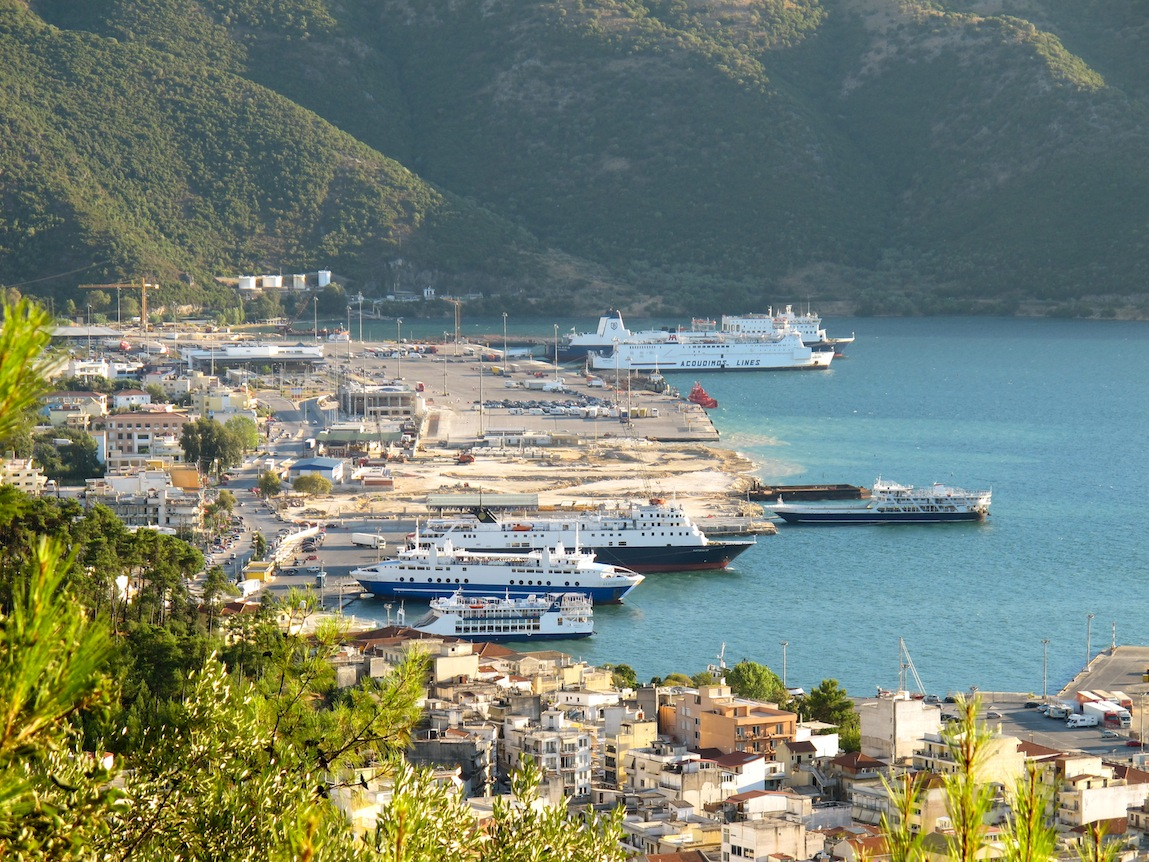
Blick auf den neuen Fährhafen

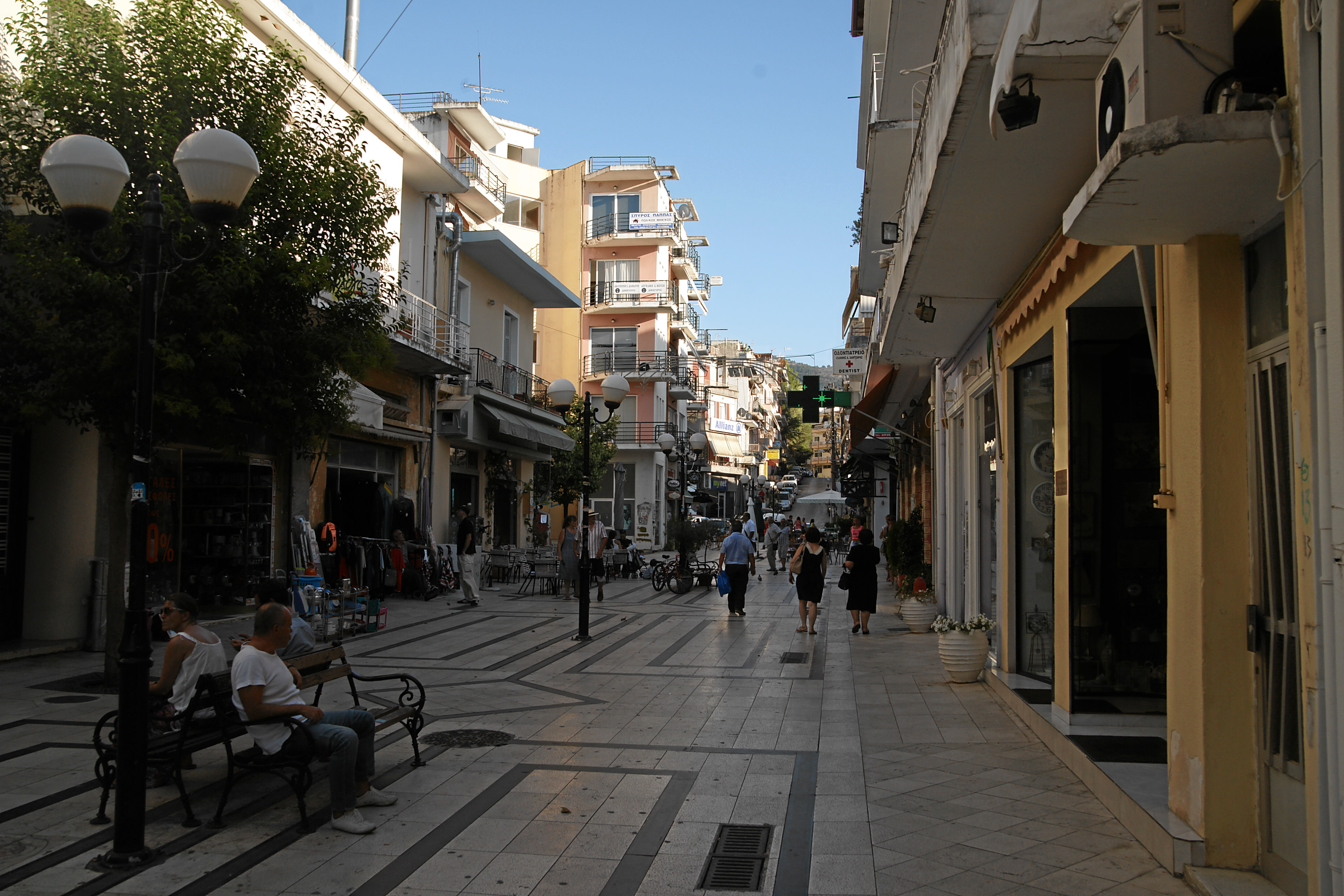
Die Innenstadt

Heute laufen täglich Fähren nach Ancona, Brindisi, Bari und Venedig, sowie innergriechisch nach Patras, Korfu und Paxi aus.
Die Autobahn 2 (Europastraße 90) verbindet Igoumenitsa durchgehend mit Ioannina und in ihrem weiteren Verlauf mit Thessaloniki. Die alte zweispurige Nationalstraße 6 (Europastraße 92) wird mit der vollständigen Inbetriebnahme der Autobahn 2 als Hauptverkehrsträger in Ost-Richtung abgelöst. Nach Süden führt die Nationalstraße 6 (Europastraße 55) zunächst im Landesinneren bis Parga, anschließend an der Küste entlang nach Preveza. Im Rahmen des Baus der Autobahn 2 hat der südliche Teil von Igoumenitsa eine Umgehungsstraße erhalten.
Pläne für eine Eisenbahn nach Kalambaka wurden schon mehrmals vorgestellt; eine konkrete Planungsstudie der 165 km langen Strecke ist in Auftrag gegeben worden. Igoumenitsa verfügt über keinen Flughafen.

## Gesundheit
In Igoumenitsa gibt es ein Gesundheitszentrum und eine Anbindung an das Krankenhaus Filiates. Mehrere Apotheken wechseln sich im Nachtdienst ab.

## Bildung
In Igoumenitsa gibt es mehrere Grundschulen, Gymnasien, ein Lyzeum, das Technische Ausbildungsinstitut Epirus sowie eine Zweigstelle der Universität Ioannina. Seit der Errichtung der Universität vor einigen Jahren (sie ist nach großem Um- und Anbau in das ehemalige Hotel Xenia eingezogen) hat sich die Stadt stark vergrößert. Igoumenitsa hat eine nennenswerte Bibliothek.
Neben Auftritten bei lokalen Veranstaltungen vertritt der Kulturverein P.O.D.I. (Π.Ο.Δ.Η.) Thesprotia jedes Jahr in Athen beim panepirotischen Tanz- und Musikfestival.

## Sport
In Igoumenitsa beheimatet ist der Fußballverein AS Thesprotos. Dieser wurde 1948 gegründet und trägt seine Heimspiele im 3.500 Zuschauer fassenden Stadion der Stadt aus. Seit der Saison 2021/22 spielt Thesprotos in der zweiten Liga des Landes. Aktueller Trainer ist der Argentinier Juan Ramón Rocha.

## Persönlichkeiten
- Veli Gërra (1870–1944), Politiker und Gründervater Albaniens[4]
- Tatiana Georgiou (* 1996), Fußballspielerin

## Galerie

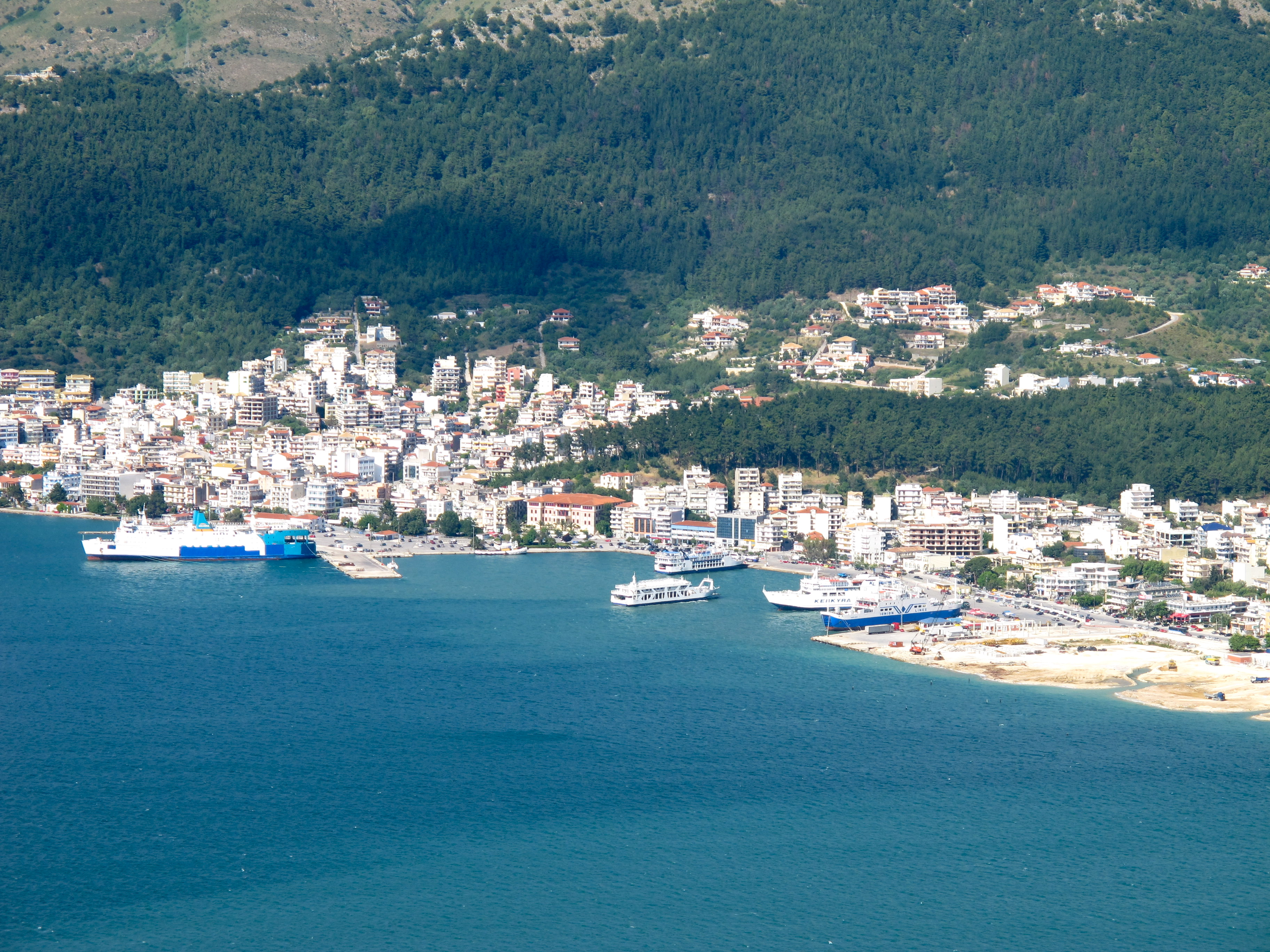
Alter Hafen Igoumenitsa
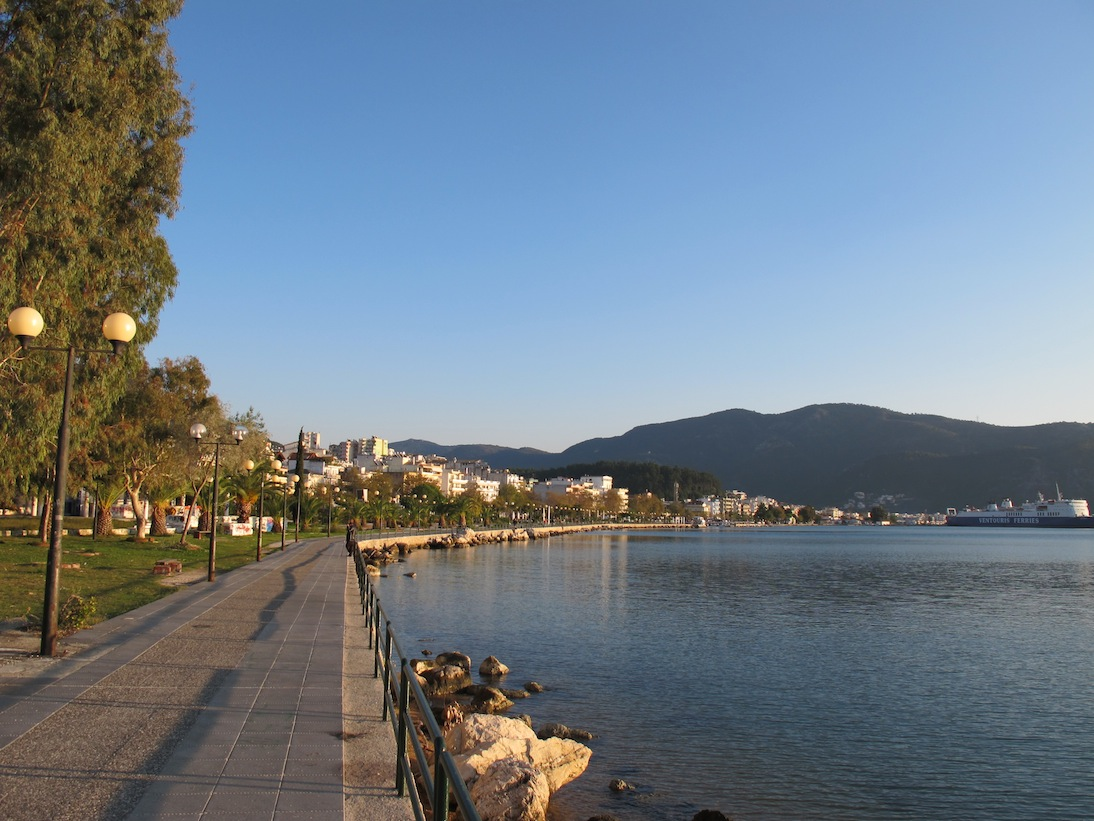
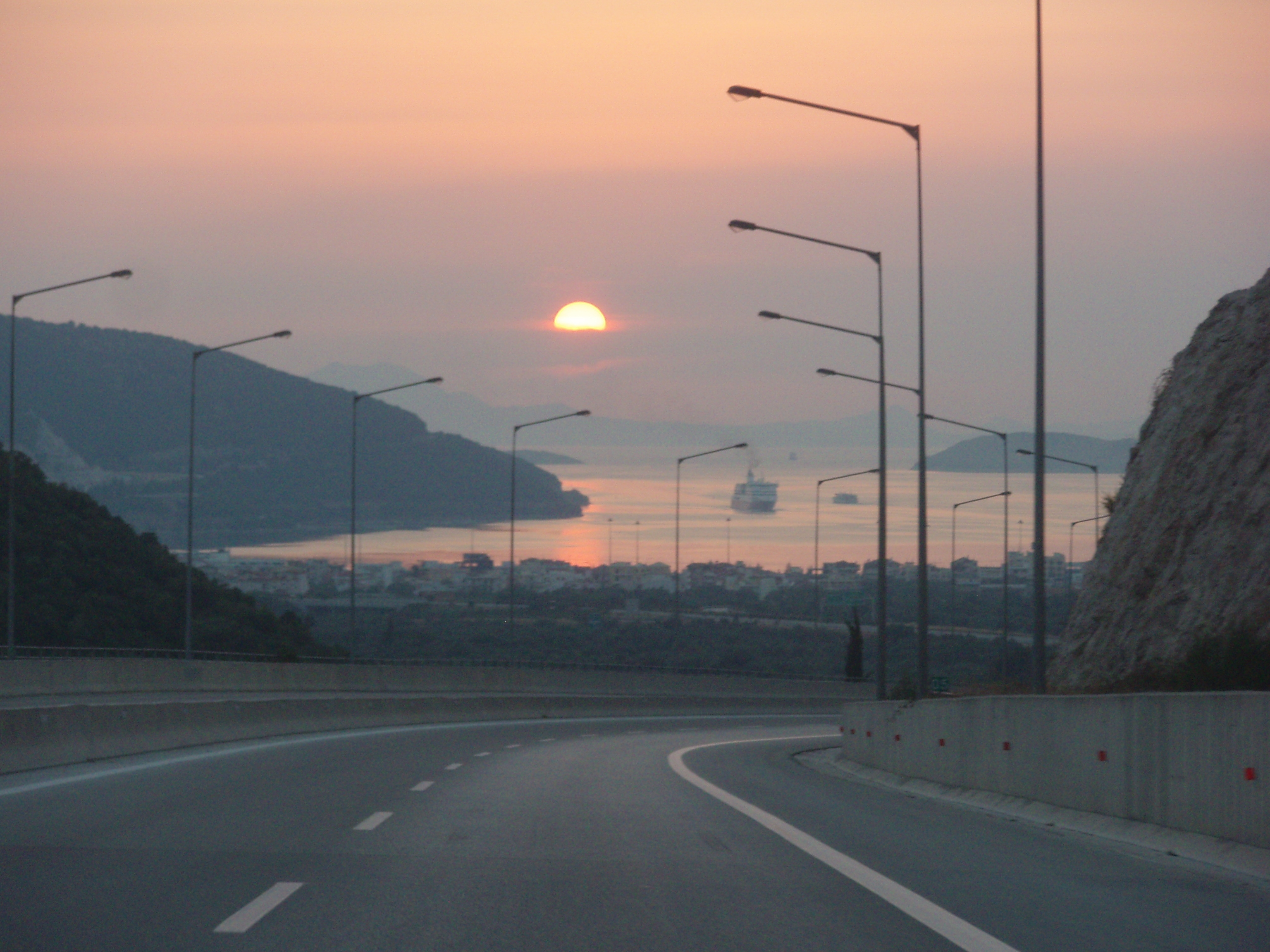
Autobahn A 2 vor Igoumenitsa
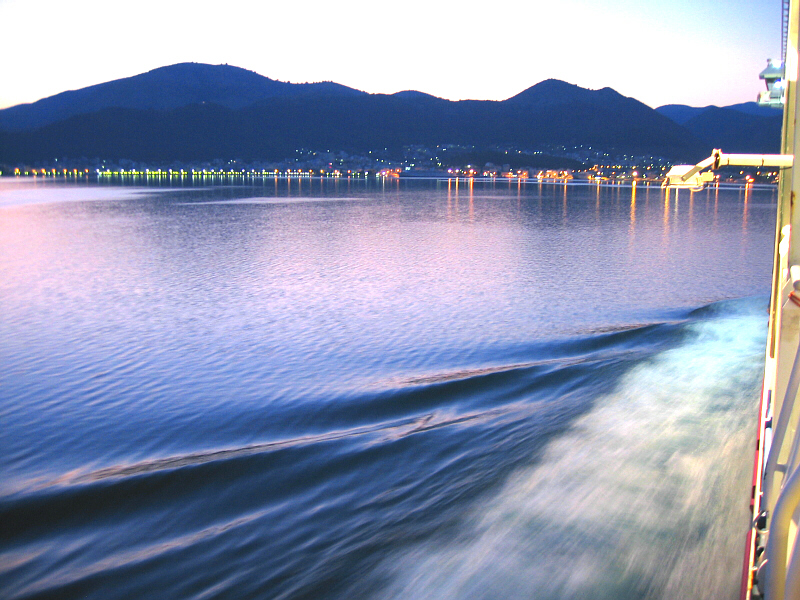
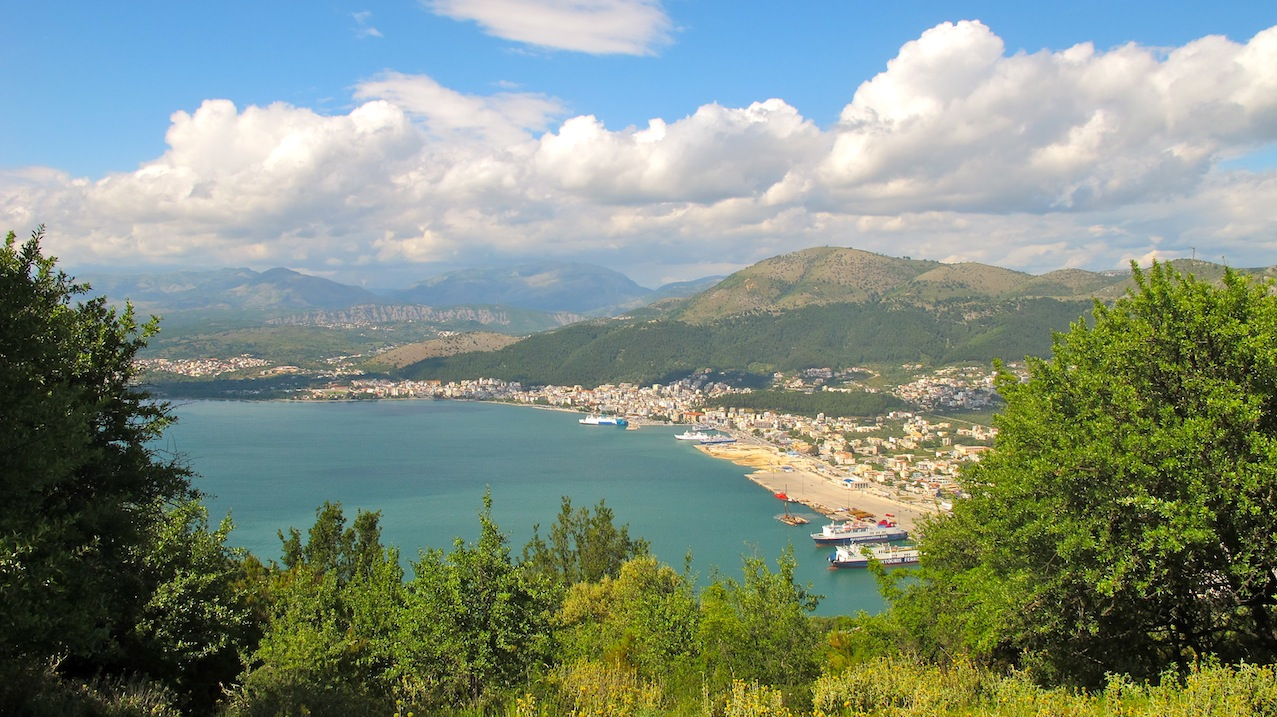
Panorama Igoumenitsa